# Barberini Apollo

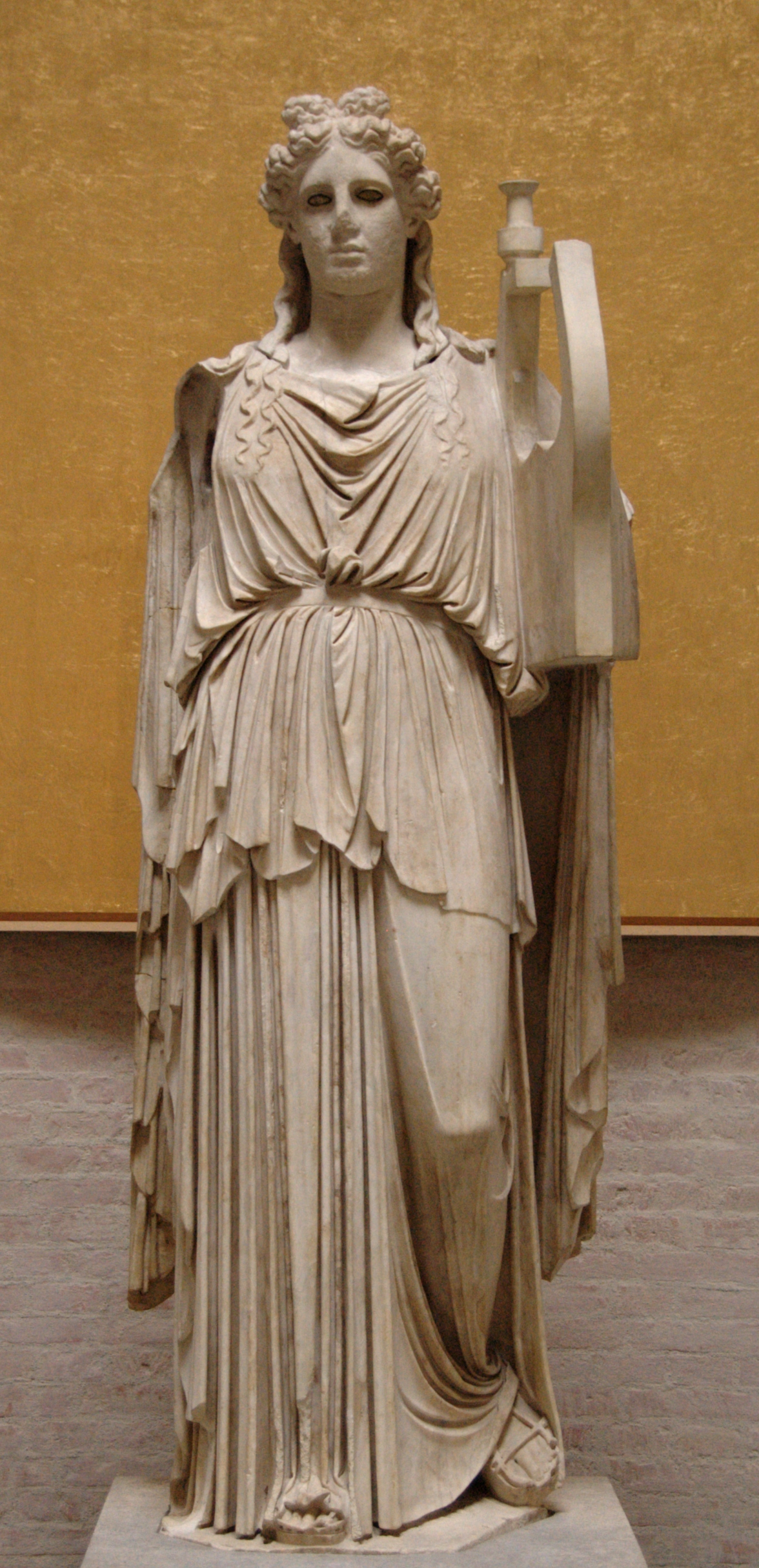
De Barberini Apollo

De Barberini Apollo is een Romeinse sculptuur van Apollo die een citer bespeeld, uit de 1e of 2e eeuw. Waarschijnlijk is het een kopie van het beeld Apollo Citharoedus van de Griekse beeldhouwer Skopas. Het beeld stond in de Tempel van Apollo Palatinus in Rome.
Het beeld is genoemd naar de Barberini-familie, die het beeld eeuwen in zijn bezit had. In 1810 kocht koning Lodewijk I van Beieren het beeld en stelde het tentoon in de Glyptothek in München, waar het tegenwoordig nog steeds te zien is.